# Duguetia oblanceolata
Duguetia oblanceolata este o specie de plante angiosperme din genul Duguetia, familia Annonaceae, descrisă de Robert Elias Fries. Conform Catalogue of Life specia Duguetia oblanceolata nu are subspecii cunoscute.